# سيرجي شيربكوف
سيرجي شيربكوف (20 يوليو 1918 – 27 يناير 1994) هو ملاكم من الاتحاد السوفيتي راحل، مثّل بلاده في الألعاب الأولمبية الصيفية 1952 وحقق الميدالية الفضية في فئة وزن الويلتر.

## روابط خارجية
سيرجي شيربكوف على موقع أوليمبيديا (الإنجليزية)